# Кареева (Брянская область)
Кареева (Кареево) — деревня в Карачевском районе Брянской области, в составе Бошинского сельского поселения. 

Расположена в 4 км к югу от деревни Волкова. Население — 3 человека (2010).

## История
Упоминается с XVII века в составе Подгородного стана Карачевского уезда. В XVIII—XIX вв. — владение Александровых, Старых, Карташовых, Михайловых и других помещиков; до начала XX века состояла в приходе села Рождество.
До 1929 года входила в Карачевский уезд (с 1861 — в составе Бошинской волости, с 1924 в Вельяминовской волости). 
 С 1929 в Карачевском районе (до 1960 года в Сурьяновском сельсовете, в 1960—2005 гг. — в Бережанском сельсовете).

## Население
| Годы      | 1866 | 1887 | 1926 | 1979 | 1989 | 2002 | 2010 |
| --------- | ---- | ---- | ---- | ---- | ---- | ---- | ---- |
| Население | 58   | 83   | 95   | 19   | 9    | 8    | 3    |